# Goera atiugo
Goera atiugo är en nattsländeart som beskrevs av Malicky och Chantaramongkol 1992. Goera atiugo ingår i släktet Goera och familjen grusrörsnattsländor. Inga underarter finns listade i Catalogue of Life.